# Шарпантье, Рикардо
Рикардо Шарпантье (исп. Ricardo Charpentier, годы жизни неизвестны) — коста-риканский шахматист и шахматный функционер.
Сильнейший шахматист Коста-Рики 1950-х гг. В период с 1952 по 1959 гг. выиграл 7 коста-риканских чемпионатов подряд.
Был членом Американской федерации заочных шахмат (CADAP: Confederación Americana de Ajedrez Postal) и ИКЧФ. В 1984 г. был награжден медалью Г. В. фон Массова за 10 лет службы в ИКЧФ.